# Пулозеро (озеро, Карелия)
Пуло́зеро (Пуло) — российское озеро на реке Сума в Беломорском районе Республики Карелия.

## Общие сведения
Котловина ледниково-тектонического происхождения.
Озеро вытянуто с северо-запада на юго-восток. Берега низкие, каменистые. На озере 14 островов общей площадью 0,92 км².
В озеро впадают реки Коросозерка, Илеменза, Кукша-Мокса и другие. Через озеро протекает река Сума. Высшая водная растительность представлена слабо, в основном тростником.
В озере обитают ряпушка, плотва, сиг, щука, лещ, окунь, ёрш, налим.
Озеро замерзает в ноябре, вскрывается ото льда в мае.
На берегах данного озера раннее располагались деревни Пулозеро, Минино.